# 朝门
朝门，王宫的正门。又叫应门。
传说古代天子所居有五道门，自内而外，为路门、应门、雉门、库门、皋门。朝门即应门，天子三朝，路门以外，应门以里为正朝，故称应门为朝门。以北京城为例，中华门相当于皋门，天安门相当于库门，端门相当于雉门，午门相当于应门，太和门相当于路门。